# Oh Chang-hyeon
Đây là một tên người Triều Tiên, họ là Oh.
Oh Chang-hyeon (tiếng Hàn: 오창현; Hanja: 吳昌炫; sinh ngày 2 tháng 3 năm 1993) là một tiền vệ bóng đá Hàn Quốc thi đấu cho Seongnam FC ở K League Challenge.

## Sự nghiệp câu lạc bộ

### Pohang Steelers
Oh gia nhập Pohang Steelers năm 2016. Vào mùa giải 2015 anh không ra sân trận nào vì chấn thương thường xuyên. Ngày 12 tháng 6 năm 2016, Oh cuối cùng cũng ra mắt ở giải vô địch trước Jeonnam Dragons tại Sân vận động bóng đá Gwangyang. Oh thi đấu 33 phút trước khi được thay bởi Hwang Ji-soo. Ngày 29 tháng 6 năm 2016, Oh ghi bàn thắng chuyên nghiệp đầu tiên ở Donghaean derby với Ulsan Hyundai. Trong trận đấu, Pohang won by 4-0.

## Sự nghiệp quốc tế
Anh là thành viên của đội tuyển U-20 quốc gia Hàn Quốc kể từ năm 2014. Năm 2014, anh thi đấu ở Toulon Tournament 2014.

## Thống kê sự nghiệp câu lạc bộ
| Thành tích câu lạc bộ | Thành tích câu lạc bộ | Thành tích câu lạc bộ | Giải vô địch | Giải vô địch | Cúp     | Cúp       | Châu lục | Châu lục  | Tổng cộng | Tổng cộng |
| Mùa giải              | Câu lạc bộ            | Giải vô địch          | Số trận      | Bàn thắng    | Số trận | Bàn thắng | Số trận  | Bàn thắng | Số trận   | Bàn thắng |
| Hàn Quốc              | Hàn Quốc              | Hàn Quốc              | Giải vô địch | Giải vô địch | Cúp KFA | Cúp KFA   | Châu Á   | Châu Á    | Tổng cộng | Tổng cộng |
| --------------------- | --------------------- | --------------------- | ------------ | ------------ | ------- | --------- | -------- | --------- | --------- | --------- |
| 2016                  | Pohang Steelers       | KL Classic            | 13           | 1            | 0       | 0         | 0        | 0         | 13        | 1         |
| Tổng                  | Hàn Quốc              | Hàn Quốc              | 13           | 1            | 0       | 0         | 0        | 0         | 13        | 1         |
| Tổng cộng sự nghiệp   | Tổng cộng sự nghiệp   | Tổng cộng sự nghiệp   | 13           | 1            | 0       | 0         | 0        | 0         | 13        | 1         |